# Protestas en Georgia de 2018
Las protestas en Georgia de 2018 fueron manifestaciones masivas contra el gobierno a partir del 12 de mayo, cuando la policía allanó los clubes nocturnos Bassiani y Café-Gallery. Los manifestantes cobraron impulso cuando miles de personas se reunieron frente al edificio del Parlamento, donde los organizadores hicieron un llamado a la resistencia no violenta y la desobediencia civil a muchos jóvenes en los clubes nocturnos de Tiflis. Las protestas ilustraron una división cada vez mayor en la sociedad en torno a los temas de la guerra cultural, especialmente entre los jóvenes. Las protestas fueron recibidas por varias contraprotestas y mítines. El 13 de mayo, la organización fascista Unidad Nacional de Georgia se manifestó contra los ″narcotraficantes y propagandistas LGBT″, como ha dicho su líder, Giorgi Chelidze. Más tarde, ese mismo día, varias organizaciones conservadoras y nacionalistas encabezadas por Georgian March y Georgian Idea organizaron protestas contra la liberalización de las drogas, reuniendo a miles de personas frente al edificio del Parlamento. A medida que las protestas se politizaron más, miles exigieron la dimisión del primer ministro Giorgi Kvirikashvili. Los manifestantes protestaron en su segunda gran huelga el 14 de junio, cuando el gobierno dimitió.
El Ministro de Asuntos Internos, Gueorgui Gajaria, ha declarado que la redada en clubes nocturnos el 12 de mayo se produjo después de 48 casos de intoxicación por drogas en discotecas durante las últimas dos semanas. Según su comunicado, el ministerio ha estado monitoreando las discotecas y detectó varios casos de tráfico ilícito de drogas. El ministro se presentó frente a los manifestantes el 13 de mayo y se disculpó por el presunto uso excesivo de la fuerza por parte de la policía. Se reunió con los organizadores de las protestas y acordó crear dos grupos de trabajo. Un grupo trabajará en el borrador de una política de drogas y otro en la redada policial para analizar si los agentes de la ley excedieron sus poderes o no. Las acciones del ministro han provocado una reacción negativa entre el público conservador.